# 古米耶尔德桑
古米耶尔德桑，是西班牙卡斯蒂利亚-莱昂布尔戈斯省的一个市镇。总面积76平方公里，总人口599人（2001年），人口密度8人/平方公里。